# Lago Merín
Lago Merín est une ville de l'Uruguay située dans le département de Cerro Largo. Sa population était de 439 habitants en 2011.
Elle est devenue une place de choix pour le kitesurf.

## Population
| Année | Population |
| ----- | ---------- |
| 1963  | 67         |
| 1975  | 65         |
| 1985  | 110        |
| 1996  | 247        |
| 2004  | 327        |
| 2004  | 439        |

,